# مهند قطيش
مهند قطيش (19 سبتمبر 1973 -)، ممثل ومخرج سوري.

## حياته
ولد في مدينة السويداء جنوب سوريا وعاش ودرس فيها، حصل على شهادة الثانوية ثم التحق بالمعهد العالي للفنون المسرحية في دمشق. عمل في قسم السينوغرافيا في المعهد وهو فضاء الديكور المسرحي، أسس قسم سينوغرافيا بالمعهد، وقدم خلاله العديد من الأعمال الفنية.
بدأ مشواره الفني عام 1994 حيث شارك في مسلسل «الخريف» ثم بمسلسل «يوميات مدير عام». ومثل في العديد من المسلسلات ولديه الكثير من الأدوار مثل: عماد في مسلسل أبناء القهر، سلمة في مسلسل الزير سالم، عبودي الكازيه في مسلسل الخربة. كما أخرج مسلسل رومانتيكا.

## حياته الخاصة
تزوّج من الفنانة السورية قمر خلف عام 1998 حيث تعرف عليها خلال تصوير مسلسل الطويبي ولديه منها إبنة (جودي) ولكنهما انفصلا عام 2008. تزوّج للمرة الثانية من الممثلة السورية ريم زينو عام 2017 وانفصلا أيضا عام 2019.
تعرض للسجن لثلاث سنوات بين 2002 و 2005 في سجن صيدنايا بعد مقالة نقد ضد نائب الرئيس عبد الحليم خدام، كما تم اتهامه بالعمالة لإسرائيل مما أثر على حياته الفنية. تعرض إلى حادث سير أليم في مدينة دمشق كاد أن يودي بحياته عام 2018، نجا من الحادث بعد تدخل طبي.

## وصلات خارجية
- مهند قطيش على موقع قاعدة بيانات الأفلام العربية